# Eosentomon posnaniense
Eosentomon posnaniense är en urinsektsart som beskrevs av Andrzej Szeptycki 1986. Eosentomon posnaniense ingår i släktet Eosentomon och familjen trakétrevfotingar. Inga underarter finns listade i Catalogue of Life.